# Orquestra Sinfônica Nacional (Peru)

A Orquestra Sinfónica (português europeu) ou Sinfônica (português brasileiro) Nacional é uma orquestra sinfônica estatal do Peru, sediada em Lima. A orquestra é formada por 90 membros.

## História
A OSN foi fundada em 1901 sob a designação Sociedade Filarmônica de Lima. A atribuição do nome atual ocorreu na administração de Oscar Benavides em 11 de agosto de 1938. Era, inicialmente, formada por sessenta e quatro músicos, metade deles peruanos. O primeiro concerto da orquestra aconteceu em 11 de dezembro de 1938 no Teatro Municipal de Lima, sob o comando do maestro Theo Buchwald, apresentando trabalhos de Ludwig van Beethoven, Claude Debussy, Manuel de Falla, Maurice Ravel e Richard Wagner.
O primeiro diretor musical da orquestra foi o vienense Theo Buchwald, que permaneceu na orquestra até ao ano de sua morte, 1960. Maestros que passaram pela orquestra como convidados incluem: Fritz Busch, Carlos Chávez, Aaron Copland, Antal Doráti, Erich Kleiber, Igor Markevitch, Malcolm Sargent, Hermann Scherchen e Igor Stravinsky. A orquestra também promoveu trabalhos de compositores peruanos, como trabalhos de Daniel Alomía Robles, Celso Garrido-Lecca, Roberto Carpio, Enrique Iturriaga, Armando Guevara Ochoa, Ernesto López Mindreau, Enrique Pinilla, Francisco Pulgar Vidal, Alfonso de Silva, Teodoro Valcárcel e Edgar Valcárcel, entre outros.

## Diretores Musicais
- Theo Buchwald (1938-1960)
- Carmen Mora
- Leopoldo La Rosa
- Luis Herrera de la Fuente
- José Malsio
- José Santos
- Armando Sánchez
- Guillermina Maggiolo